# David Meyler
David Meyler (Cork, Irlanda, 29 de mayo de 1989) es un exfutbolista irlandés que jugaba de centrocampista.
El 31 de julio de 2019, el Reading F. C. anunció su marcha del club de mutuo acuerdo. Un mes después anunció su retirada a los 30 años de edad debido a problemas físicos.

## Selección nacional
Fue internacional con la selección de fútbol de Irlanda en 26 ocasiones. Debutó el 11 de septiembre de 2012 en un partido contra la selección de fútbol de Omán en un amistoso donde el conjunto irlandés ganó con un resultado de 4-1.

## Clubes
| Club                         | País       | Año       |
| ---------------------------- | ---------- | --------- |
| Cork City F. C.              | Irlanda    | 2007-2008 |
| Sunderland A. F. C.          | Inglaterra | 2008-2013 |
| Hull City A. F. C. (cedido)  | Inglaterra | 2012-2013 |
| Hull City A. F. C.           | Inglaterra | 2013-2018 |
| Reading F. C.                | Inglaterra | 2018-2019 |
| Coventry City F. C. (cedido) | Inglaterra | 2019      |